# Нассір Аль-Ганім
Нассір Аль-Ганім (араб. ناصر الغانم; нар. 24 травня 1954) — кувейтський футболіст, що грав на позиції півзахисника за клуб «Казма», а також національну збірну Кувейту, у складі якої був володарем кубка Азії 1980 року та учасником чемпіонату світу 1982 року.

## Клубна кар'єра
На клубному рівні грав за команду «Казма».

## Виступи за збірну
1980 року дебютував в офіційних матчах у складі національної збірної Кувейту.
У складі збірної був учасником домашнього для його команди кубка Азії з футболу 1980 року, здобувши того року титул чемпіона Азії, чемпіонату світу 1982 року в Іспанії, а також кубка Азії з футболу 1988 року у Катарі.

## Титули і досягнення
- Володар Кубка Азії з футболу: 1980
- Бронзовий призер Азійських ігор: 1986
- Срібний призер Азійських ігор: 1982
- Переможець Кубка націй Перської затоки: 1982, 1986, 1990